# アメリカン・クライム・ストーリー/弾劾裁判
『アメリカン・クライム・ストーリー/弾劾裁判』（Impeachment: American Crime Story）は、 FXの犯罪アンソロジーテレビシリーズ『アメリカン・クライム・ストーリー』の第3シーズン。全10話で構成され、2021年9月7日に初放送された 。このシーズンは、クリントン＝ルインスキー・スキャンダルとそれに続くビル・クリントンの弾劾を描いており、ジェフリー・トゥービンの書籍『 A Vast Conspiracy: The Real Story of the Sex Scandal That Nearly Brought Down a President』に基づいている。
キャストにはサラ・ポールソン、アナリー・アシュフォード、ジュディス・ライト（全員前シーズンから再登場）の他、ビーニー・フェルドスタイン、クライヴ・オーウェン、マーゴ・マーティンデイル、ビリー・アイクナー、コビー・スマルダーズ、イーディ・ファルコ、タラン・キラム、コリン・ハンクス、エリザベス・リーサーが名を連ねる。このシーズンは批評家から概ね好評を得た。
日本では、2024年9月9日からスターチャンネルにて字幕版、吹替版ともに放送。

## キャスト

### 主要
※括弧内は日本語吹替。
- リンダ・トリップ - サラ・ポールソン（日野由利加）
- モニカ・ルインスキー - ビーニー・フェルドスタイン（小松由佳）
- ポーラ・ジョーンズ（英語版）︰アナリー・アッシュフォード（御沓優子）
- ルシアン・ゴールドバーグ（英語版）︰マーゴ・マーティンデイル（塙英子）
- ヒラリー・クリントン︰イーディ・ファルコ（今泉葉子）
- ビル・クリントン︰クライヴ・オーウェン（堀内賢雄）

### リカーリング
- マイク・エミック︰コリン・ハンクス（細川祥央）
- アン・コールター︰コビー・スマルダーズ（杏寺円花）
- スティーブ・ジョーンズ︰タラン・キラム（綿貫竜之介）
- マーシア・ルイス︰ミラ・ソルヴィノ
- ベティ・カリー︰レイ・ドーン・チョン（千種春樹）
- マイケル・イシコフ︰ダニー・ジェイコブス（西垣俊作）
- ジョージ・コンウェイ︰ジョージ・サラザール（竜門睦月）
- スーザン・カーペンター・マクミラン︰ジュディス・ライト（塙英子）
- マット・ドラッジ︰ビリー・アイクナー（細川祥央）
- ロバート・S・ベネット︰クリストファー・マクドナルド
- ケネス・ベーコン︰ジム・ラッシュ
- バーノン・ジョーダン︰ブレア・アンダーウッド（荒井勇樹）
- ケネス・スター︰ダン・バッケダール（谷内健）
- ポール・ベガラ︰ジョゼフ・マゼロ
- ジェローム・マーカス︰（山橋正臣）

### ゲスト
- キャスリーン・ウィリー︰エリザベス・リーサー（坂井恭子）
- バーナード・ナスバウム︰ケヴィン・ポラック（内田紳一郎）
- ジョージ・ステファノプロス︰ジョージ・H・ザナシス
- キャサリン・オールデイ・デイビス︰キム・マトゥラ（坂井恭子）

### 日本語吹替版その他出演
坂本悠里、有沢俊浩、三瓶雄樹、平勝伊、和優希

## スタッフ

### 日本語吹替版
翻訳︰竹本浩子、演出︰岩田敦彦、録音・調整︰白鳥陽一、制作︰東北新社

## エピソード
| シーズン | シーズン | 話数 | 話数 | 放送期間     | 放送期間      |
| シーズン | シーズン | 話数 | 話数 | 初回放送     | 最終回放送    |
| -------- | -------- | ---- | ---- | ------------ | ------------- |
|          | 1        | 10   | 10   | 2021年7月7日 | 2021年11月9日 |

## 製作

### 企画
2017年1月、アメリカン・クライム・ストーリーの第4シーズンが制作中であり、ハリケーン・カトリーナの後に放送される予定であることが発表されたが、最終的には中止となった。このシーズンは、ジェフリー・トゥービンの著書『A Vast Conspiracy: The Real Story of the Sex Scandal That Nearly Brought Down a President』に基づいて、クリントン＝ルインスキー・スキャンダルとクリントン大統領時代のその後の出来事を扱う予定だった。しかし2018年4月、プロデューサーのライアン・マーフィーは、シーズンが中止されたことを明らかにした。
2019年8月6日、同企画が第3シーズンとして再び企画中であることが発表され、2020年10月に制作が開始された。

### キャスティング
2017年2月、マーフィーはサラ・ポールソンが今シーズンの主演を務めるが、ヒラリー・クリントン役ではないことを明らかにした。その後、ポールソン、ビーニー・フェルドスタイン、アナリー・アシュフォードがそれぞれリンダ・トリップ、モニカ・ルインスキー 、ポーラ・ジョーンズ役で出演し、ルインスキー自身が共同プロデューサーとして契約することが明らかになった。同月末、ヒラリー・クリントンのキャラクターはシリーズでは重要ではないことが発表された。

### 撮影
主要撮影は2020年3月21日に開始される予定だったが、COVID-19パンデミックにより中止された。撮影は2020年11月13日に始まり、2021年8月に終了した。